# El Carmen (La Barca)
El Carmen es una localidad del estado mexicano de Jalisco. Es parte del municipio de La Barca.

## Toponimia
El nombre de la población hace referencia a la santa patrona de la localidad: Nuestra Señora del Carmen.

## Demografía
| Gráfica de evolución demográfica |
|                                  |

| Censo | Población |
| ----- | --------- |
| 1900  | 418       |
| 1910  | 617       |
| 1921  | 206       |
| 1930  | 666       |
| 1940  | 789       |
| 1950  | 989       |
| 1960  | 1 144     |
| 1970  | 1 326     |
| 1980  | 1 401     |
| 1990  | 1 377     |
| 2000  | 1 224     |
| 2010  | 1 081     |
| 2020  | 1 133     |